# Joseph Barnby

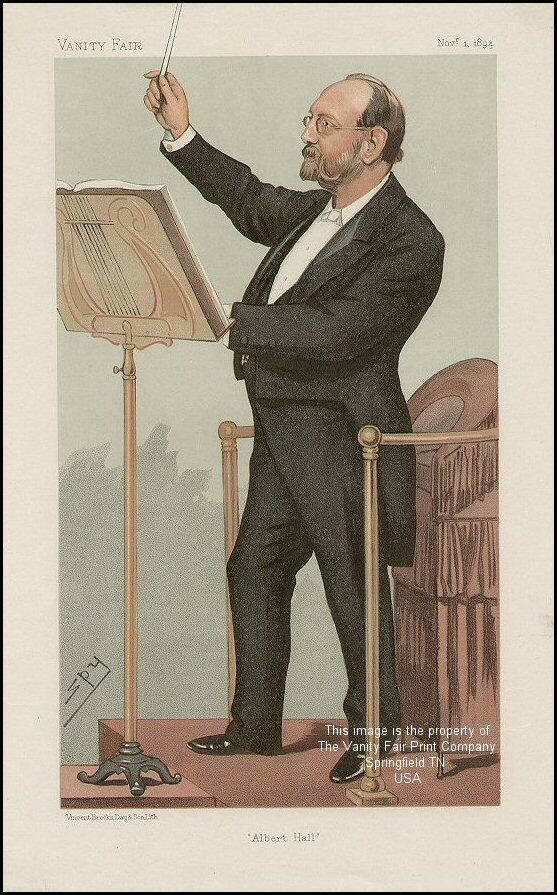
Joseph Barnby

Joseph Barnby, född 1838 i York, död 1896, var en engelsk musiklärare och kyrkomusiker.

## Kompositioner
I den ekumeniska delen av den svenska psalmboken (dvs psalm 1-325 i Den svenska psalmboken 1986, Cecilia 1986, Psalmer och Sånger 1987, Segertoner 1988 och Frälsningsarméns sångbok 1990) representerad genom musiken som komponerades 1869 till psalm 171a För alla helgon, vilken Nathan Söderblom 1911 översatte från biskop William Walsham How's engelska text från 1864.